# Орёл, Владимир Эммануилович
Владимир Эммануилович Орёл (9 февраля 1952 — 5 августа 2007) — советский, израильский и канадский лингвист, доктор филологии, переводчик.

## Биография
Владимир Орел изучал в МГУ теоретическую и структурную лингвистику. В 1981 году защитил кандидатскую диссертацию, в 1989 закончил докторскую. Также занимался переводами художественной литературы: П. Ронсара, Ж. Превера, Ф. Вийона, У. Шекспира и других английских и французских поэтов. В 1980 г. был издан его перевод «В Зазеркалье» Льюиса Кэролла, а в 1988 г. «Приключения Алисы в стране чудес».
В 1989—1990 годах преподавал историческую лингвистику в МГУ, после эмиграции в Израиль продолжил преподавательскую деятельность в Иерусалиме и Тель-Авиве. В 2001—2002 году преподавал в Принстонском университете США, потом в нескольких университетах канадской провинции Альберта.

## Научная деятельность
Направления научных работ Орла разнообразны: славянские, балканские и палеобалканские языки, афразийские языки, индоевропейский праязык, библейский иврит, исследования Ветхого Завета. Им было написано около 200 научных статей и 7 монографий (в том числе «Этимологический словарь русского языка» в трёх томах), а также выпущен совместный с О. В. Столбовой «Хамито-семитский этимологический словарь».